# Vizcondado de la Dehesilla
El vizcondado de la Dehesilla es un título nobiliario español creado el 2 de junio de 1849 por la reina Isabel II de España en favor de su hermana uterina María Cristina Muñoz y Borbón, I marquesa de la Isabela, hija de la reina regente María Cristina, viuda y sobrina materna que fue del rey Fernando VII, y de su segundo esposo Agustín Fernando Muñoz y Sánchez, I duque de Riánsares.

## Vizcondes de la Dehesilla
|                        | Titular                                                      | Periodo                |
| Creación por Isabel II | Creación por Isabel II                                       | Creación por Isabel II |
| ---------------------- | ------------------------------------------------------------ | ---------------------- |
| I                      | María Cristina Muñoz y Borbón                                | 1849-1895              |
| II                     | Jesús María Bernaldo de Quirós y Muñoz                       | 1895-1953              |
| III                    | Luis Bernaldo de Quirós y Alcalá-Galiano                     | 1953-1986              |
| IV                     | Marta Bernaldo de Quirós y Álvarez de las Asturias-Bohórquez | 1986-actual titular    |

## Historia de los vizcondes de la Dehesilla
- María Cristina Muñoz y Borbón (Madrid, 19 de abril de 1840-Madrid, 20 de diciembre de 1921), I vizcondesa de la Dehesilla, I marquesa de la Isabela, dama de la Orden de María Luisa[2], hija de la reina regente María Cristina de Borbón-Dos Sicilias y de su segundo esposo Agustín Fernando Muñoz y Sánchez, primer duque de Riánsares.

Casó con José María Bernaldo de Quirós y González de Cienfuegos (1840-1911), VIII marqués de Campo Sagrado, diplomático, ministro plenipotenciario de Isabel II, diputado a Cortes, senador del reino, Gran Cruz de la Orden de Carlos III etc. El 22 de julio de 1895 le sucedió, por cesión, su hijo:
- Jesús María Bernaldo de Quirós y Muñoz (Mieres, 21 de julio de 1871-Madrid, 4 de diciembre de 1939), II vizconde de la Dehesilla, IX marqués de Campo Sagrado, II marqués de la Isabela, I marqués de Quirós, X conde de Marcel de Peñalba, gentilhombre grande de España con ejercicio y servidumbre del rey Alfonso XIII, caballero profeso de la Orden de Alcántara y de la Orden de San Juan de Jerusalén.[4][5]

Casó el 15 de octubre de 1906, en Madrid, con María del Consuelo Alcalá-Galiano y Osma (1880-1978), V marquesa de Castel Bravo, VI condesa de Casa Valencia, III condesa de Romilla, V vizcondesa del Pontón, grande de España, dama de la reina Victoria Eugenia de Battenberg. El 5 de junio de 1953 le sucedió, por cesión, su hijo:
- Luis Bernaldo de Quirós y Alcalá-Galiano (Madrid, 26 de diciembre de 1917-Madrid, 6 de julio de 1996), III vizconde de la Dehesilla, X marqués de Campo Sagrado, III marqués de la Isabela, XI conde de Marcel de Peñalba, VII conde de Casa Valencia, IV conde de Romilla, V vizconde del Pontón, caballero de la Real Maestranza de Caballería de Granada y de la Orden de San Juan de Jerusalén.[4][6]

Casó el 2 de junio de 1954, en Madrid, con María del Pilar Álvarez de las Asturias-Bohórquez y Silva (n. 1926), XVII marquesa de Almenara, X condesa de Torrepalma. El 10 de diciembre de 1986, previa orden del 11 de noviembre del mismo año para que se expida la correspondiente carta de sucesión (BOE del día 25 del mismo mes), le sucedió, por distribución, su hija:
- Marta Bernaldo de Quirós y Álvarez de las Asturias-Bohórquez (n. San Sebastián, 23 de julio de 1960), IV vizcondesa de la Dehesilla, restauradora de obras de arte.[6]

Casó el 14 de julio de 1989 con Manuel María de Benavides y González-Rivera (n. 1951), abogado, auditor del cuerpo jurídico militar de la defensa, caballero maestrante de Granada, Cruz del Mérito Aereonáutico.